# Eurata semiluna
Eurata semiluna är en fjärilsart som beskrevs av Walker 1854. Eurata semiluna ingår i släktet Eurata och familjen björnspinnare. Inga underarter finns listade i Catalogue of Life.